# Fernando Delgado Freire de Castilho
Fernando Delgado Freire de Castilho ( * - agosto de 1820, Rio de Janeiro) foi um político brasileiro, um dos principais lideres políticos no Brasil foi o responsável pela separação da Capitania da Paraíba da de Pernambuco, sendo Governador e Capitão General de Goyaz   de 28 de novembro de 1809  a 2 de agosto de 1820.

## Capitania daParaíba
Após a morte de Jerônimo José de Melo e Castro, Fernando Delgado Freire de Castilho, que conseguiria ser o primeiro governador da Capitania, em vias de ser outra vez independente, foi designado pelo Conselho Ultramarino para averiguar se ao cumprimento das ordens régias e à arrecadação das rendas reais era mais vantajoso manter a Capitania anexada a Pernambuco ou criar nela um governo próprio, ao que o governador respondeu com a elaboração de um circunstanciado relatório em que descreve a situação da Capitania e por fim dá um parecer favorável a desanexação.
O relatório de Fernando Delgado, foi enviado a Lisboa a nove de janeiro de 1799, tendo finalmente chegado a Carta Régia que separava a Capitania da Paraíba da de Pernambuco, em Recife, a 17 de janeiro do mesmo ano, o que demonstra a intenção de separar as duas capitanias, pois o relatório ainda não havia chegado a Lisboa quando a carta da desanexação chegou a Recife. Na referida carta, os motivos alegados para a desanexação foram o aumento da população, cultura e comércio da capitania e a distância e ignorância do General de Pernambuco sobre os assuntos internos da Paraíba. Sendo assim, o Príncipe Regente ordenou a desanexação e o estabelecimento do comércio direto entre a capitania e o reino, mas manteve sob o controle de Pernambuco a responsabilidade pela defesa externa e interna da capitania.

## Capitania deGoyaz
Fernando Delgado Freire de Castilho, Governador e Capitão General nomeado para Goyaz, tomou posse a 26 de Novembro de 1809 a 2 de agosto de 1820, ficando à frente da capitania até agosto de 1820, quando, por motivos de doença, solicitou afastamento. Suicidou-se no Rio de Janeiro quando se preparava para voltar para Portugal.